# ダン・オルダーソン

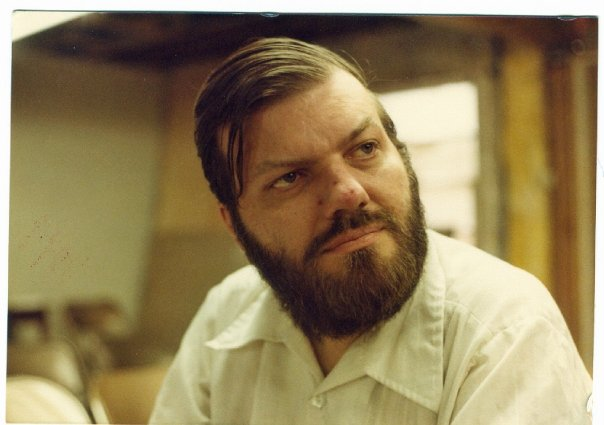
ダン・オルダーソン

ダニエル・ジョン・オルダーソン（英：Daniel John "Dan" Alderson、1941年10月31日 - 1989年5月17日）は、アメリカのカリフォルニア州ジェット推進研究所の科学者であり、 SFファンダムの著名な参加者である。 中流階級の家庭で育ち、糖尿病の患者でもあった。 非球体の重力場の高校の科学博覧会プロジェクトで、カリフォルニア工科大学の奨学金を手にする。ジェット推進研究所 (JPL) ではボイジャー1および2をナビゲートするために使用されるソフトウェアを書いた。 
ロサンゼルス・サイエンス・ファンタジー協会のメンバーであり、 コミック・ブック『CAPA-alpha』の公式編集者であり、ゲームファンダム初期のメンバーであり、多くのSF作家、特にラリー・ニーヴンとジェリー・パーネルらと交流を持った。彼らの小説の一部、特にオルダーソン航法とオルダーソン円盤などのアイデアに影響を与えたと言われている。 ラリー・ニーヴンとジェリー・パーネル合作の『悪魔のハンマー』にはジェット推進研究所の職員として「ダン・フォレスター博士」が登場する。 
オルダーソンは自分でSF小説を書いたわけではないが、自身の娯楽のために、想像上の惑星「ウィブルフブワイルド」を作成した。糖尿病の合併症で亡くなった。オルダーソンはロサンゼルス・サイエンス・ファンタジー協会の守護聖人として登録されている。 
オルダーソンは2008年現在も低推力機で現在も使用されている太陽系でのナビゲーション用のFORTRANプログラム（軌道モニターのTRAMと呼ばれる）を考案した。糖尿病の合併症により視力を失った後も、ボランティアによる口述の協力を得ることでJPLで働き続けることができた。医学的な理由で退職を余儀なくされる前に、彼はFortranで複雑なサブルーチンパッケージ（Portable NameList）を厳密に口述によって作成した。彼は物事を非常にうまく整理したため、混乱を避けるためにすべての引数を厳密な順序に保ちながら、多くの二次サブルーチンと関数を作成することができた。
オルダーソンは夜更かし型として知られていた。JPLでよく知られているのは、午前8時に彼のデスクで彼を見たら、彼は一晩中そこにいたということだった。健康が損なわれたため、時間にますます注意を払わなくなり、時には午後3時30分に午後3時の予定に出かけていた。

## 参照資料
1. ↑  http://www.lasfsinc.info///index.php?option=com_content&task=view&id=49&Itemid=172#saints
2. ↑  Christian McGuire, President, Vice Chairman, and Comptroller of LASFS, quoted in the Menace (Minutes) of the LASFS, meeting number 3569, Jan. 5, 2006. Condensed version in De Profundis #398 http://www.lasfsinc.info/newdeprof/deprof434.pdf
3. ↑  SF Author Jerry Pournelle, ibid, LASFS Board Member and President Milt Stevens, Menace of the LASFS, Meeting #3673, Jan. 3, 2008 “Archived copy”. 2012年3月19日時点のオリジナルよりアーカイブ。2011年9月20日閲覧。
4. ↑  http://www.lasfsinc.info/newdeprof/deprof434.pdf
5. ↑  http://www.lasfsinc.info///index.php?option=com_content&task=view&id=730&Itemid=547